# نوکیا ۱۰۱۱
نوکیا ۱۰۱۱ اولین تلفن همراه جی‌اس‌ام‌ی بود که تولید انبوهی داشت. شماره مدل، از تاریخ معرفی آن در ۱۰ نوامبر ۱۹۹۲ آمده است. ۴۷۵ گرم وزن دارد که بیشتر این وزن به خاطر باتری قابل شارژ کادمیوم نیکل است. زمان مکالمه فقط ۹۰ دقیقه و زمان آماده‌باش ۱۲ ساعت است. این گوشی تنها قابلیت نگه‌داری ۹۹ شماره تلفن و نام را دارد و در باند ۹۰۰ مگاهرتز کار می‌کند.
تولید ۱۰۱۱ تا سال ۱۹۹۴ ادامه داشت و بعد ۲۱۰۰ جایگزین آن شد.